# Eremocosta arenarum
Espèce
Eremocosta arenarum est une espèce de solifuges de la famille des Eremobatidae.

## Distribution
Cette espèce est endémique du Coahuila au Mexique,. Elle se rencontre vers Viesca

## Description
Le mâle holotype mesure 16,0 mm et la femelle paratype 19,0 mm.

## Publication originale
- Ballesteros & Francke, 2007 : A new species of sun-spider from sand dunes in Coahuila, Mexico, (Arachnida: Solifugae: Eremobatidae). Zootaxa, no 1665, p. 61-68.